# Nugufú
Nugufú ist eine osttimoresische Aldeia im Suco Ainaro (Verwaltungsamt Ainaro, Gemeinde Ainaro). 2015 lebten in der Aldeia 492 Menschen.

## Geographie und Einrichtungen
Die Aldeia Nugufú liegt im Norden des Sucos Ainaro auf einer Meereshöhe von 1064 m. Westlich befindet sich die Aldeia Hato-Mera, nördlich die Aldeia Teliga, östlich die Aldeia Sebagulau und südlich die Aldeia Ainaro. Von der benachbarten Stadt Ainaro im Süden führt eine Straße durch die Aldeia nach Teliga im Norden. An ihr liegt der Ort Nugufú. In der Aldeia befinden sich ein Wasserreservoir und eine Grundschule.